# Короткоплавниковая гринда
Короткоплавниковая гринда (лат. Globicephala macrorhynchus) — один из двух видов морских млекопитающих рода гринд семейства дельфиновых инфраотряда китообразных. Несмотря на принадлежность к семейству дельфиновых, своим поведением они больше напоминают крупных китов.
Внешне короткоплавниковые гринды существенно отличаются от гринд обыкновенных. Как следует из названия, их плавники короче, имеют форму закруглённой кривой по краям. У них меньше зубов, чем у обыкновенных гринд, — от 14 до 18 на каждой челюсти. Окрас чёрный или тёмно-серый, морда серая или белая. На животе и горле часто имеются серые или почти белые пятна, а на морде — серые или белые полосы, идущие по диагонали вверх над каждым глазом. Спинные плавники у самцов и самок несколько отличаются по своей форме.
Взрослые особи могут достигать 3,5—6,5 метра в длину. При рождения имеют длину 1,4—1,9 метра. Вес при рождении — около 60 килограммов, у взрослых особей — от 1 до 4 тонн. Средняя продолжительность жизни самцов составляет 45 лет, самок — до 60 лет. Питаются рыбой, ракообразными и кальмарами.

##### Питание
Короткоплавниковые гринды добывают головоногих моллюсков (Cephalopoda) в качестве основного источника пищи, хотя эти дельфины также едят мелкую рыбу. В день потребляют около 45 кг пищи. На рассвете и в сумерках совершают глубокие погружения на глубину до 600 метров в поисках пищи. Предполагается, что эти глубокие кормовые погружения происходят, когда обитающая в бентосе добыча поднимается и опускается в толще воды в связи с изменениями солнечного света.